# کورت کارلسون
کورت کارلسون (انگلیسی: Curt Carlson; ۹ ژوئیهٔ ۱۹۱۴ – ۱۹ فوریهٔ ۱۹۹۹) کارآفرین اهل ایالات متحده آمریکا بود، که در سال ۱۹۳۸ شرکت کارلسون کمپانیز را تأسیس کرد.